# Operant betingning
Operant betingning (även instrumentell betingning eller instrumentell inlärning) är ett begrepp utvecklat av psykologen B.F. Skinner och är en central del av behaviorismen. Operant betingning innebär att beteenden kan förstärkas eller släckas ut och att det sker beroende på konsekvenser av beteendet. En respons och ett stimulus kan kopplas samman genom förstärkning, till exempel när man lär en hund sitta. Man väntar på att hunden sätter sig ner, och då belönas den med en godisbit. Beteendet att sitta har förstärkts med godisbiten som belöning.
- Positiv förstärkning Exemplet med hunden ovan är ett exempel på positiv förstärkning. Det syftar till att öka ett beteende i frekvens (antal), duration (tid) eller styrka (till exempel skrika högre) genom att något tillförs. Allt som får ett beteende att öka räknas som en belöning.
- Negativ förstärkning Detta missuppfattas ofta som bestraffning men handlar om att förstärka beteende (i frekvens, duration eller styrka) genom att ta bort ett stimuli, till exempel en irriterande ton. Det behöver inte handla om något obehagligt utan återigen utifrån om avlägsnandet påverkar beteendet i den avsedda riktningen. Vid traditionell träning av hästar används nästan enbart negativ förstärkning: obehaget från skänklarna eller tömmarna försvinner om hästen utför "rätt" beteende.
- Positivt straff innebär något som gör att ett beteende minskar i frekvens, duration eller styrka på grund av en konsekvens; efter att ha stulit får man sitta i fängelse. Ett straff är allt som får ett beteende att minska.
- Negativt straff är när ett beteende försvagas, alltså minskar i duration, frekvens eller styrka som följd av att något tas bort från den som utför beteendet. Exempel kan vara att en lek omedelbart upphör om ett barn eller en hund börjar väsnas eller när någon inte får äta middag för att den betett sig illa.
- Utsläckning (extinction) är när en förstärkande konsekvens som tidigare kommit efter beteendet nu uteblir och gör att beteendet efter ett tag slutar komma. Ett exempel kan vara ett barn som tjatar på godis i matbutiken och som vanligtvis efter flera minuters tjat brukar få en bit godis. Om föräldern nu inte ger godis kommer barnet förmodligen att tjata längre tid än normalt några gånger men till sist sluta tjata.

Till skillnad från klassisk betingning där stimulus och respons passivt kopplas samman bygger den operanta betingningen på aktiva beteenden hos den som lär sig.